# 热尔玛娜·维亚娜
热尔玛娜·维亚娜（葡萄牙語：Germana Viana，1972年10月16日—）是一位巴西漫画作者。她于2013年开始发表她的漫画作品，推出了网络漫画《莉兹·博德罗与太空海盗》（Lizzie Bordello e as Piratas do Espaço）。维亚娜多次获得巴西最重要的漫画奖项——HQ Mix獎。她的丈夫是作家兼编辑罗杰里奥·萨拉迪诺（Rogério Saladino）。